# Partido judicial de Antequera
El partido judicial de Antequera es el  partido judicial n.º1 de la provincia de Málaga, es uno de los 85 partidos judiciales en los que se divide la comunidad autónoma de Andalucía. Fue creado por Real Decreto en 1983. Comprende los municipios de Alameda, Almargen, Antequera, Campillos, Cañete la Real, Fuente de Piedra, Humilladero, Mollina, Sierra de Yeguas, Teba y Valle de Abdalajís, todos situados en la provincia de Málaga. La cabeza de partido y por tanto sede de las instituciones judiciales es Antequera. Cuenta con Juzgado Decano y tres juzgados de Primera Instancia e Instrucción.